# Liste de dinosaures de fiction
 (septembre 2024).
Cet article présente une liste de dinosaures de fiction apparaissant dans la littérature, les bandes dessinées, à la télévision, au cinéma, ou encore dans les jeux vidéos.

## Bande dessinée
- Diego Brando, personnage dans la 7e partie du manga JoJo's Bizarre Adventure dessiné et écrit par Hirohiko Araki Steel Ball Run.
- Gon, jeune tyrannosaure dans le manga de Masashi Tanaka.

## Cinéma
Voir Catégorie:Film de dinosaure.
- Aladar, Iguanodon du film d'animation Dinosaure.
- Anguirus affrontant Godzilla dans Le Retour de Godzilla.
- Gertie le dinosaure, court-métrage d'animation de 1914.
- Godzilla, gigantesque dinosaure théropode réveillé et muté par la bombe atomique au Japon.
- Jurassic Park et ses suites.
- Petit-Pied dans la série de films d'animation Le Petit Dinosaure.

## Jeux vidéo
- Yoshi, personnage de jeux vidéo édités par Nintendo.

## Littérature
- Dinomir le géant, livre pour enfants de E. Blance, A. Cook, Irène Trivas, illustré par Quentin Blake.
- Le Piratosaure, personnage de la série jeunesse homonyme écrite et illustrée par Alex Sanders, avec les albums : Le Piratosaure ;  Le Piratosaure, roi des pirates et le dernier épisode en cours : Piratosaure et les monstres (2014).
- Pop, le petit dinosaure, dans la série jeunesse homonyme écrite et illustrée par Alex Sanders et Pierrick Bisinski, avec les albums Pop mange de toutes les couleurs ; Pop artiste et Pop et les méchants (2010).

## Télévision
- Denver, le dernier dinosaure héros du dessin animé du même nom.
- Dinotopia, la mini-série
- Casimir héros de l'émission L'Île aux enfants.
- Dink le petit dinosaure.
- Les Diplodos, du dessin animé du même nom.
- Kishiryū Sentai Ryusoulger, série japonaise du genre sentai ayant pour thème les chevaliers et les dinosaures.
- Petit Pieds (Little Foot) héros du dessin animé Le Petit Dinosaure (The Land Before Time).
- Tom le dinosaure
- Urmel, série d'animation franco-allemande

## Autres
- Grimlock, personnage de la franchise Transformers se transformant en tyrannosaure rex.
- Lucky, dinosaure audio-animatronic de Disney.
- Pleo, robot dinosaure Camarasaurus.